# Darren Rahn
Darren Rahn – urodzony w Kanadzie amerykański muzyk smoothjazzowy i jazzowy, producent, multiinstrumentalista, przede wszystkim saksofonista i wokalista. Ukończył University of Northern Colorado. Jego kompozycje zajmowały najwyższe miejsca w zestawieniach smoothjazzowych list przebojów: „Billboard” oraz „R&R”.

## Dyskografia

### Albumy
- 2009: Talk of the Town
- 2007: Once in a Lifetime

### Single
- 2009: Talk Of The Town